# Sauromastax
Sauromastax is een geslacht van rechtvleugeligen uit de familie Euschmidtiidae. De wetenschappelijke naam van dit geslacht is voor het eerst geldig gepubliceerd in 1964 door Descamps.

## Soorten
Het geslacht Sauromastax omvat de volgende soorten:
- Sauromastax beieri Descamps, 1964
- Sauromastax luteola Descamps & Wintrebert, 1965
- Sauromastax sanctaemariae Descamps, 1964
- Sauromastax tectifera Descamps, 1964